# Keith Kennedy
Keith Kennedy (sinh ngày 5 tháng 3 năm 1952) là một cựu cầu thủ bóng đá chuyên nghiệp người Anh thi đấu ở vị trí hậu vệ trái, có hơn 400 lần ra sân trong sự nghiệp.

## Sự nghiệp
Sinh ra ở Sunderland, Kennedy thi đấu cho Newcastle United, Bury, Mansfield Town và Barrow.